# Список керівників держав 1273 року
Список керівників держав 1273 року — це перелік правителів країн світу 1273 року.
Список керівників держав 1272 року — 1273 рік — Список керівників держав 1274 року — Список керівників держав за роками

## Європа
- Англія
  - Король Англії — Едуард I Довгоногий (1272—1307)
- Балканський півострів
  - Візантійська імперія — Михаїл VIII (1261—1282)
  - Албанське королівство — Карл I Анжуйський (1272—1285)
  - Аргос і Нафпліон (сеньйорія) — Жан I де ла Рош (1263—1280)
  - Аркадія (баронія) — Жоффруа д'Оне (1269? — 1297?)
  - Герцогство Архіпелагу — Марко II Санудо (1262—1303)
  - Афінське герцогство — Жан I де ла Рош (1263—1280)
  - Ахейське князівство — Гільйом II де Віллардуен (1246—1278)
  - Друге Болгарське царство — Костянтин I Асен (1257—1277)
  - Видинське царство — Яків Светослав (1261—1275/1276)
  - Боснійський банат — Приєзда I (1250—1287)
  - Епірський деспотат — Никифор I Комнін Дука (1266/1268-1297)
  - Зета (держава) — Стефан Владислав I (1243—1264/1281)
  - Пфальцграфство Кефалонії та Закінфу — Ріккардо Орсіні (1259/1264—1304)
  - Кіпрське королівство — Гуго III (1267—1284)
  - Перше Сербське королівство; король Стефан Урош I (1242—1276)
  - Графство Салона (Lordship of Salona) — Вільям д'Отременкур (1258—1294)
- Балтія
  - Дерптське єпископство — Фрідріх Газельдорф (1268—1288)
  - Езель-Вікське єпископство — Герман І фон Буксгеведен (1262—1285)
  - Курляндське єпископство — Едмунд фон Верде (1263—1299)
  - Лівонський орден — ландмейстер — Вальтер фон Нордек (1270—1273); Ернст фон Ратцебург (1273—1279)
  - Ризьке архієпископство — Альбрехт Зуербер (1253—1273); Йоганнес I Лунський (1273—1284)
  - Держава Тевтонського ордену — великий магістр Анно фон Зангергаузен (1256—1273); Гартман фон Гельдрунген (1273—1282)
- Білорусь
  - Вітебське князівство — Михайло Костянтинович (1270—1280/1297)
  - Турово-Пінське князівство — Юрій II Андрійович (1248? — кінець XIII ст.)
- Князь Новгородський — Дмитро Олександрович (1272—1273); Василь Ярославич (1273—1276)
- Трапезундська імперія — Георгій I (1266—1280)
- Вельс
  - Королівство Гвінед — Ллівелін III Останній (1246—1282)
  - Айргіалла — Еохайд мак Махгаханма мак Нейлл (? — 1273)
  - Королівство Повіс — князь Повіс-Вадогу Мадог II ап Гріфід (1269—1277); князь Повіс-Гвенвінвін Овейн Гвенвінвін (1240—1283)
- Ірландія
  - Десмонд — Домналл Руад Мак Карті (1262—1302)
  - Тір Еогайн — Аод Буйде мак Домнайлл Ог (1263—1283)
  - Томонд — король Бріан Руад О'Бріан (1268—1276)
- Італія
  - Арборейський юдикат — Маріано II (1241—1297)
  - Венеційська республіка — дож Лоренцо Тьєполо (1268—1275)
  - Галлурський юдикат — Джованні (1238—1275)
  - Маркграфство Монферрат — Вільгельм VII Великий (1255—1290)
  - Салуццо (маркграфство) — Томазо I (1244—1296)
  - Королівство Сицилія — король Карл I (1266—1282)
  - Князівство Таранто — Карл I (1266—1282)
  - Принц-єпископство Тренто — Еньоне з Аппіано (1250—1273)
  - Урбіно (герцогство) — Гвідо да Монтефельтро (1255—1298)
  - Феррарська сеньйорія — Обіццо II д'Есте (1264—1293)
  - Маркграфство Фінале — Антоніо дель Карретто (1265/1268-1313)
- Кавказ
  - Грузинське царство — Давид VI Нарін (1245—1293)
  - Самцхе-Саатабаго — Саргіс I Джакелі (1268—1285)
- Велике князівство Литовське — Тройден (1270—1282)
- Німеччина
  - Герцогство Австрія — Отокар II (1250—1276)
  - Князівство Ангальт — Ангальт-Ашерслебен — Оттон І (1266—1304/1305; до 1283 спільно з братом Генріхом ІІІ); Ангальт-Бернбург — Бернгард I (1252—1287); Ангальт-Цербст (князівство) — Зігфрід I (1252—1298)
  - Герцогство Баварія — Людвіг II (1253—1294)
  - Баденське маркграфство — Рудольф I (1243—1288)
  - Берг (герцогство) — Адольф V (1259—1296)
  - Берхтесгаден (пробство) — Конрад ІІІ фон Медлінґ (1257—1283)
  - Маркграфство Бранденбург — Йоган II (1267—1281)
  - Герцогство Брауншвейг-Люнебург — Йоганн I (самостійно; 1269—1277)
  - Принц-єпископство Бріксен — Бруно фон Кірхберг (1250—1288)
  - Верле (сеньйорія) — Ніколаус I (1235—1277)
  - Графство Вюртемберг — граф Ульріх II (1265—1279)
  - Вюрцбург (принц-єпископство) — Бертольд I фон Геннеберг (1271—1274)
  - Гессен (ландграфство) — Генріх I (1264—1308)
  - Принц-єпископство Гільдесгайм — Оттон I Брауншвейг-Люнебурзький (1260—1279)
  - Гоя (графство) (Grafschaft Hoya) — Генріх II (1235—1290)
  - Архієпископ Зальцбургу — Федерік II Вальхенський (1270—1284)
  - Каммін (єпископство) — Герман фон Глейхен (1252—1288)
  - Герцогство Каринтія — Отокар II (1269—1276)
  - Кельнське курфюрство — Енгельберт II фон Фалькенбург (1261—1274)
  - Кенігсегг (Königsegg) — Еберхард III (?після 1268—1296)
  - Клеве (герцогство) — Дітріх VI (1260—1275)
  - Констанц (князівство-єпископство) — Еберхард II (1248—1274)
  - Курпфальц — Людвіг II (1253—1294)
  - Ландсберг — Дітріх II (1261—1285)
  - Ліппе-Детмольд — Герман III (1265—1273); Симон I (1273—1344)
  - Лужицька марка — Генріх III (1221—1288)
  - Любекське князівство-єпископство — Йоганн фон Тралау (1260—1276)
  - Люнебург (князівство) — Йоганн I (1269—1277)
  - Архієпископ Майнца Вернер фон Еппштейн (1259—1284)
  - Марк (графство) — Енгельберт I (1249—1277)
  - Маркграфство Мейсен — Генріх III (1221—1288)
  - Нюрнберг (бургграфство) — Фрідріх ІІІ (1261—1297)
  - Графство Ольденбург — Отто Ольденбурзький (1270—1282)
  - Падерборнське князівство-єпископство — Симон I цур Ліппе (1247—1277)
  - Герцогство Померанія — Барнім I Добрий (1221—1278)
  - Померанія-Щецін — Барнім I Добрий (1221—1278)
  - Равенсберг (графство) — Оттон ІІІ (1249—1305)
  - графство Рітберг — Фрідріх I (1264—1282)
  - Князівство Руян — Віслав II (1260—1302) і Яромар III (1260—1285)
  - Герцогство Саксонія — Іоганн I (1260—1282) і Альбрехт II (1260—1298)
  - граф Тиролю — Альберт I (1258—1304)
  - Фельденц (графство) — Генріх I Гогенгерольде (1270—1298)
  - Герцогство Швабія — Рудольф II (1273—1290)
  - Шверін (графство) — Гунцелін III (1228—1274)
  - Герцогство Штирія — Отокар II (1251—1278)
- Піренейський півострів
  - Королівство Арагон — Хайме I (1213—1276)
  - Королівство Леон — Альфонсо X (1252—1284)
  - Майорканське королівство — Хайме I (1231—1276)
  - Королівство Португалія — король Афонсу III (1248—1279)
  - Королівство Наварра — Генріх I (1270—1274)
  - Гранадський емірат — Мухаммад I аль-Галіб (1238—1273); Мухаммад II аль-Факіх (1273—1302)
  - Менорка (тайфа) — Абу Осман Саїд ібн Хакам аль-Кураші (1228? — 1281)
- Польща — Болеслав V Сором'язливий (1243—1279)
  - Глогувське князівство — Конрад I Глогувський (1251—1273/1274)
  - Гнєзненське князівство — Болеслав Побожний (1253—1279)
  - Добжинське князівство — Казимир II Ленчицький (1267—1288)
  - Іновроцлавське князівство — Болеслав Побожний (1271—1273); Лешко II Чорний (1273—1278)
  - Каліське князівство — Болеслав Побожний (1253—1279)
  - Бжесть-Куявське князівство — Казимир II Ленчицький (1267—1288)
  - Ленчицьке князівство — Лешко II Чорний (1267—1288)
  - Мазовецьке князівство — Конрад II Черський і Болеслав II Мазовецький (1262—1275)
  - Опавське князівство — Мікулаш I (1269—1289)
  - Познанське князівство — Болеслав Побожний (1257—1273); Пшемисл II (1273—1279)
  - Сандомирське князівство — Болеслав V Сором'язливий (1232—1279)
  - Сілезьке князівство — Генрик IV Праведний (1266—1290)
  - Вроцлавське князівство — Генрик IV Праведний (1266—1290)
  - Краківське князівство — Болеслав V Сором'язливий (1243—1279)
  - Легницьке князівство — Болеслав II Лисий (1248—1278)
  - Опольсько-Ратиборське князівство — Владислав Опольсько-Ратиборський (1230—1281/1282)
  - Серадзьке князівство — Лешко II Чорний (1261—1288)
  - Черське князівство — Конрад II Черський і Болеслав II Мазовецький (1262—1275)
- Білозерське князівство — Гліб Васильович (1238—1278)
- Брянське князівство — Роман Старий (1263—1288)
- Велике князівство Владимирське — Василь Ярославич (1272—1276)
- Велике князівство Московське — Данило Олександрович (1263—1303)
- Переславль-Залєське князівство — Дмитро Олександрович (1263—1293)
- Ростовське князівство — Борис Василькович (1238—1277)
- Велике князівство Рязанське — Федір Романович (1270—1294)
- Смоленське князівство — Гліб Ростиславич (1249—1278)
- Стародубське князівство (Північно-Східна Русь) — Михайло Іванович (1247—1281)
  - Велике князівство Тверське — Святослав Ярославич (1272—1282/1286)
- Углицьке князівство — Роман Володимирович (1261 — 1285)
- Ярославське князівство — Анастасія Василівна (1257—1294)
- Скандинавія
  - король Данії — Ерік V (1259—1286)
  - Король Норвегії Маґнус VI Виправник Законів (1263—1280)
  - Швеція — Вальдемар I Біргерсон (1250—1275)
- Угорське князівство — король Ласло IV Половець (1272—1290)
- Україна — Київський князь — Лев Данилович (1271—1301)
  - Белзьке князівство — Юрій Львович (1269—1301)
  - Волинське князівство — Володимир Василькович (1269—1288)
  - Галицько-Волинське князівство — Лев Данилович (1264—1301)
  - Луцьке князівство — Мстислав Данилович (1264 — після 1292)
  - Чернігівське князівство — Роман Старий (1262/1263-1288)
  - Кримський улус — Уран-Тимур (1266—1278)
- Королівство Франція — Філіпп III Сміливий (1270—1285)
  - Герцогство Аквітанія — Едуард I Довгоногий (1272—1306)
  - Арелатське королівство — пфальцграф — Аліса (1248—1279)
  - Герцогство Бар — Тібо II (1239—1291)
  - Брабант (герцогство) — Жан I (1267—1294)
  - Графство Булонь — Робер V Овернський (1265—1277)
  - Бретонське герцогство — Жан I (1217—1286)
  - Голландія — Флоріс V (1256—1296)
  - Ено (графство) — Маргарита II (1257—1278)
  - Графство Ла Марш — Гуго XII (1260—1275)
  - Лімбург (герцогство) — Валеран III (1247—1279)
  - Люксембург (графство) — Генріх V (1247—1281)
  - Льєзьке єпископство — Генріх III Гелдернський (1247—1274)
  - Графство Мен — Карл I Анжуйський (1246—1285)
  - Монбельяр (графство) — Тьєррі III (1228—1282)
  - Монпельє (сеньйорія) — Хайме I (1213—1276)
  - Намюр (графство) — Гвідо I (1264—1298)
  - Оранж (князівство) — Раймонд I де Бо (1218—1282)
  - Родез (графство) — Гуго IV (1222—1274)
  - Савойське графство — Філіпп I (1268—1285)
  - Урхельське графство — Ерменгол X (1268—1314)
  - Фландрія — Маргарита II Фландрська (1244—1280)
  - Графство Фуа — Роже Бернар III де Фуа (1265—1302)
- Король Богемії (Чехія) Отокар II (1253—1278)
- Шотландія
  - Король Шотландії Олександр ІІІ (1249—1286)
- Святий Престол; Папська держава — папа римський — Григорій X (1271—1276)
- Вселенський патріарх — Йосип I (1266—1275)

## Азія
- Візантійська імперія — Михаїл VIII (1261—1282)
- Трапезундська імперія — Георгій I (1266—1280)
- Близький Схід
  - Єрусалимське королівство — Гуго I (1268–1284)
    - сеньйор Бейрута Ізабелла д'Ібелін (1264—1282)

  - Кілікійське царство — Левон III (1270—1289)
  - Тір (сеньйорія) — Жан де Монфор (1270—1283)
  - Графство Триполі — Боемунд VI (1252—1275)
  - Артукіди — правитель Мардіна Кара-Арслан ал-Музаффар (1260—1292)
  - Мамелюцький султанат — Бейбарс (1260—1277)
  - Інанчогуллари — Мехмед (1262—1296)
  - Ментешеогуллари — Ментеше-бей (1261 — до 1295)
  - Караманіди — Шемс ед-Дін Мехмет (1261—1277)
  - Шаріфат Мекки — Абу Нумай I (1254—1301)
  - Румський султанат — Кей-Хосров III (1265—1284)
  - Зіяриди — Нізарі — Шамс ад-Дін Мухаммад (1257—1277)
  - Емірат Хасанкейф (Emirate of Hasankeyf) — аль-Малік аль-Муваххід Абд Аллах (1249–?)
  - Держава Ширваншахів — Фаррухзад II (1260—1282)
- Расуліди — Аль-Музаффар Юсуф (1249—1295)
- Чобаніди — Хусам ад-Дін Чобан (1227 — ?до 1280)
- Династія Чан — Чан Тхань Тонг (1258—1278)
- Індія і Шрі-Ланка
  - Ахом — Сутеуфаа (1268—1281?)
  - Східні Ганги — Бхану Дева I (1264—1278)
  - Делійський султанат — Гійяс-уд-дін Балбан (1265—1287)
  - Джайпур (князівство) — Кілхан (1216—1276)
  - Джайсалмер (князівство) — Лакхан Сен (1271—1275)
  - Джодхпур (князівство) — Шеоджі (1250—1273); Рао Астан (1273—1292)
  - Чандела — магараджахіраджа Джеджа-Бхукті Віраварман I (1245—1285)
  - Династія Какатіїв — Рудрамадеві (1262—1289)
  - Династія Карнат — Рамасімхадева (1227—1285)
  - самраат Кашмірської держави (Династія Лохара) — Рамадева (1252—1273); Лакшманадева (1273—1286)
  - Династія Малла — Джаясімхамалла (1271—1274)
  - Мевар (князівство) — Теджасімха (1252—1270/1273); Самарасімха (1273—1301)
  - Держава Пандья — Мараварман Куласекара Пандья I (1268—1308)
  - Парамара — Джаяварман II (1256—1274)
  - Джафна (держава) — Саваканмайндан (1269? — 1277)
  - Династія Сеунів — Рамачандра (1271—1311)
  - Держава Хойсалів — Нарасімха III (1263—1292)
  - Чола — Раджендра Чола III (1246—1279)
- Індонезія; Південно-Східна Азія
  - Дайв'єт — Чан Тхань Тонг (1258—1278)
  - Чампа — Індраварман V (1257—1288)
  - Сінгасарі — Кертанагара (1268—1292)
  - Сукхотай (королівство) — Бан Муанг (1270—1279)
  - Сунда — між 1175 і 1297 — Прабу Гуру Дхармасікса
  - Кедах (султанат) — Музіл-шах (1237—1280)
  - Пасай — Малік ас-Саліх (1267—1297)
  - Тамбралінга — Саваканмайндан (1262—1277)
  - Тернатський султанат — колано Бааб Масхур Маламо (1257—1277)
- Китай; Монголія
  - Золота Орда — Менгу-Тимур (1266—1282)
  - ідикут Кучі — Кускар-тегін (1266—1276)
  - Монгольська імперія — Хубілай (1260—1294)
  - Династія Сун — Чжао Ці (1264—1274)
  - Уґедейський улус — Хайду (1264—1301)
  - Чагатайський улус — Хайду (1271—1301) і Буга-Тимур (1272—1282)
  - Тибет — Пагба-лама (1260—1280)
  - Династія Юань — Хубілай (1271—1294)
- Корея
  - Корьо — Вонджон (1259—1274)
- Паганське царство — король Кансу III (1256—1287)
- Персія і Середня Азія
  - Баванди — Яздагірд  (1271/1272-1300)
  - Держава Куртів — Шамс ад-Дін Мухаммад (1245—1277)
  - Кутлугханіди — Кутлуг Туркан (1257—1282)
  - Міхрабаніди — Насир ад-Дін Мухаммад (1261—1318)
  - Улус Орда-Іхена — Кун Киран (1251—1280)
  - Держава Хулагуїдів — Абака-хан (1265—1282)
  - Улус Шибана — Багадур-оглан (1266—1280)
- Кхмерська імперія — Джаяварман VIII (1243—1295)
- Японія — Імператор Камеяма (1259—1274)

## Африка
- - аббасидський халіф Каїра Аль-Хакім I (1261—1302)
  - Імператор Ефіопії — Єкуно Амлак (1270—1285)
- Заяніди — Ягморасан ібн Заян (1236—1283)
- Кілва (султанат) — Алі ібн Дауд (1263—1267/1277)
- Макурія — Давид (1268—1276)
- Імперія Малі — Уаті Кейта (1270—1274)
- Мариніди — Абу Юсуф Якуб (1259—1286)
- Нрі — Езе Нрі Омало (?1258 — 1299?)
- Мамелюцький султанат — Бейбарс (1260—1277)
- Хафсіди — Мухаммад I аль-Мустансир (1249—1277)

## Південна Америка
- Королівство Куско — Льоке Юпанкі (1260—1290)
- Тескоко (держава) — Тлоцинпочотль (1263—1298)

## Північна Америка
- Ацкапоцалько — Ацапоцалько (1240 — ?)
- Маяпанська ліга — Кокоми; Тоон Коком II (1264—1274)